# Империя (биология)
Вижте пояснителната страница за други значения на Империя.
Според класификацията на организмите империя (домейн или надцарство) е най-високият таксономичен ранг сред организмите, разработен от Карл Везе, американски микробиолог и биофизик. Според Везе системата, въведена през 1990 г., Дървото на живота се състои от три области: археи (термин, който той създава), бактерии и еукариоти. Първите две групи са прокариоти (едноклетъчни организми – клетки, които нямат ядро).